# Мікстат-Пусткове
Мікстат-Пусткове (пол. Mikstat-Pustkowie) — село в Польщі, у гміні Мікстат Остшешовського повіту Великопольського воєводства.
Населення — 288 осіб (2011).
У 1975-1998 роках село належало до Каліського воєводства.

## Демографія
Демографічна структура станом на 31 березня 2011 року:
|          | Загалом | Допрацездатний вік | Працездатний вік | Постпрацездатний вік |
| -------- | ------- | ------------------ | ---------------- | -------------------- |
| Чоловіки | 145     | 34                 | 93               | 18                   |
| Жінки    | 143     | 31                 | 80               | 32                   |
| Разом    | 288     | 65                 | 173              | 50                   |